# Barbara Eisenmann
Barbara Eisenmann (* Mai 1960) ist eine deutsche Hörfunkautorin und -regisseurin.

## Leben
Barbara Eisenmann ist in München aufgewachsen. Sie studierte Hispanistik an der Universität Granada und Germanistik an der FU Berlin, wo sie im Fach Linguistik mit einer Arbeit zum Erzählen in Therapiegesprächen promovierte. Zeitgleich absolvierte sie eine Videoausbildung für postgraduierte Künstlerinnen und Akademikerinnen an der Hochschule der Künste Berlin. Seit 2000 arbeitet sie für öffentlich-rechtliche Rundfunkanstalten, produziert Features, macht Interviews, schreibt Rezensionen.

## Werke
Einen Schwerpunkt ihrer Arbeit hat Eisenmann auf die Politische Ökonomie gelegt. So befasst sie sich mit der Entwicklung des Kapitalismus und dem Neoliberalismus der Gegenwart.
In Simpel. Transparent. Standardisiert. Baut sich in der EU eine neue Finanzblase auf? untersucht sie das europäische Finanzsystem. In Willkommen im Manhattan von der Mancha. Oder vom Leben in einer spanischen Spekulationsruine beschäftigt sie sich mit der spanischen Immobilienblase. Auch das Mensch-Tier-Verhältnis nimmt sie politisch-ökonomisch in den Blick, z. B. in Hundemenschenwelten. Oder: Das Heimelige ist der Ort, an dem das Unheimliche lauert oder Das Iberische Schwein. Auf den Hund gekommen.. In Das Menopausending. Und: Ist das alles? setzt sie sich kritisch mit der Menopause auseinander.
Einige der Hörstücke hat Barbara Eisenmann zusammen mit dem Künstler Frieder Butzmann erarbeitet. Darunter P = Φ (A,B,y) - Ein Schuldenwiderstandsoratorium zum neoliberalen Kapitalismus als Schuldenökonomie oder Schnuppertag. Gesänge aus dem Land der Discounter zu Arbeitsverhältnissen im Dienstleistungssektor. Bei den ARD-Hörspieltagen wurde es 2009 in einer Live-Version im ZKM aufgeführt.
Features (Auswahl)
- 2000 Have fun and take care. Amerikas Kreuz mit dem Puritanismus, DLF
- 2002 Szenen vom südlichen Rand. Fluchtpunkt Tarifa, DLF
- 2002 Malinche. Ein Borderlandchat an der mexikanisch-amerikanischen Grenze, SWR
- 2003 Ruhe global. Oder: Vom Wandel im Bestattungswesen, SWR/DLF/RB
- 2004 España va bien. Oder Spaniens Rechte in der Mitte, DLF/SR
- 2005 Ruck. Oder: Die Rede vom deutschen Regulierungswahn, SWR
- 2005 Wissen Sie, was Fluxus ist? Szenen aus einem spanischen Dorf, SWR
- 2005 Guck mal, wie er schaut! Grenzbeobachtungen zwischen Mensch und Tier, DLF/DLF Kultur, zusammen mit Frieder Butzmann
- 2005 Der amerikanische Traum. Nachrichten aus der postindustriellen Klassengesellschaft, DLF/SWR/SR
- 2006 Die Zukunft des Menschen als senkrechtes Schwein, SWR, zusammen mit Frieder Butzmann
- 2006 Descartes hat nie einen Affen gesehen, SWR, zusammen mit Frieder Butzmann
- 2006 Guten Tag, ich bin die neue Unterschicht. Von Gaußschen Kurven und der Klassenfrage, DLR
- 2007 Wundersame Geldvermehrung oder Spanien im Immobilienrausch, DLF/WDR
- 2007 Wellness für alle. Oder: Gehen Sie baden, retten Sie Deutschland, SWR
- 2008 Dubai attacks! 1001 Nachricht vom Golf, SWR, zusammen mit Frieder Butzmann
- 2008 I look forward to welcoming you to Germany. Wie Länder zu Marken werden, SWR
- 2008 Recorded at Wall Street. Aufzeichnungen zur US-Blasenökonomie, DLF
- 2009 Schnuppertag. Gesänge aus dem Land der Discounter, SWR/WDR/HR, zusammen mit Frieder Butzmann
- 2009 Willkommen im Manhattan von der Mancha. Oder vom Leben in einer spanischen     Spekulationsruine, DLF/NDR
- 2010 Objektwahllesen. Tante Dorchen liest Theweleit, DLF
- 2011 Das Iberische Schwein. Auf den Hund gekommen, NDR/DLF
- 2011 Marx in Manhattan. Oder: Die unaufhaltsame Bespielung des Brecht Forums, DLF/NDR
- 2012 Das Anti-System sind nicht wir, das System ist anti-wir. Die spanische Demokratiebewegung, SWR/DLF
- 2012 Ihre Meinung ist uns wichtig! Wenn aus Konsumenten Prosumenten werden, NDR/DLF
- 2014 Kanarenplündern. Oder: Oh weh, oh weh, mein Canarin ist tot, NDR/DLF
- 2014 Das Menopausending. Und: Ist das alles?, DLF Kultur
- 2014 You are not a loan! Oder Kapitalismus als Schuldenökonomie, DLF
- 2015 Stille Revolution. Oder: Von der Verrechtlichung neoliberaler Verhältnisse in der EU, DLF
- 2015 P = Φ (A,B,y) - Ein Schuldenwiderstandsoratorium, SWR/DLR/NDR, zusammen mit Frieder     Butzmann
- 2016 Die Demokratie erweitern. Wie das Rathaus von Madrid seine Schulden untersucht, DLF
- 2017 Humanimalisches Utopia. Mit Menschen und anderen Tieren, NDR
- 2017 Das Syndikat der migrantischen Straßenhändler. Oder: Vom Recht auf Stadt, DLF/SWR
- 2017 Simpel. Transparent. Standardisiert. Baut sich in der EU eine neue Finanzblase auf?, SWR/DLF
- 2018 „Marktkonforme Demokratie“. Ein Feature über den Neoliberalismus und die Krise, das ARD Radiofeature
- 2018 Hundemenschenwelten. Oder: Das Heimelige ist der Ort, an dem das Unheimliche lauert, DLF/SWR
- 2019 Das Tal der Gefallenen. Spaniens Auseinandersetzung mit der franquistischen Vergangenheit, DLF/NDR
- 2019 Vor, während oder nach der Apokalypse, SWR/DLF
- 2020 Das Huhn. Im Parlament der Dinge, DLF/SWR
- 2025 Die Frau mit dem Auge. Krankheit erzählen – Krankheit politisieren, DLF